# Kopřivnice zastávka
Kopřivnice zastávka – przystanek kolejowy w Kopřivnicach, w kraju morawsko-śląskim, w Czechach. Znajduje się na wysokości 320 m n.p.m.
Jest zarządzany przez Správę železnic. Na przystanku nie ma możliwości zakupu biletów, a obsługa podróżnych odbywa się w pociągu.

## Linie kolejowe
- 325 Studénka - Veřovice